# Giro dell'Emilia 2003
Il Giro dell'Emilia 2003, ottantaseiesima edizione della corsa, si svolse il 27 settembre 2003 su un percorso di 196,6 km. La vittoria fu appannaggio dello spagnolo José Iván Gutiérrez, che completò il percorso in 4h57'00", precedendo il russo Aleksandr Kolobnev e Davide Rebellin.
Sul traguardo di San Luca 42 ciclisti, su 167 partenti, portarono a termine la competizione.

## Ordine d'arrivo (Top 10)
| Pos. | Corridore            | Squadra              | Tempo    |
| ---- | -------------------- | -------------------- | -------- |
| 1    | José Iván Gutiérrez  | iBanesto.com         | 4h57'00" |
| 2    | Aleksandr Kolobnev   | Domina Vac.-Elitron  | s.t.     |
| 3    | Davide Rebellin      | Gerolsteiner         | s.t.     |
| 4    | Danilo Di Luca       | Saeco                | s.t.     |
| 5    | Francesco Casagrande | Lampre               | s.t.     |
| 6    | Andrea Noè           | Alessio-Bianchi      | s.t.     |
| 7    | Michele Bartoli      | Fassa Bortolo        | s.t.     |
| 8    | Paolo Bettini        | Quick Step-Davitamon | a 10"    |
| 9    | Oscar Camenzind      | Phonak               | s.t.     |
| 10   | Jaroslav Popovyč     | Landbouwkrediet      | s.t.     |